# 2003-as MTV Video Music Awards
A 2003-as MTV Video Music Awards díjátadója 2003. augusztus 28-án került megrendezésre, és a legjobb, 2002. június 1-jétől 2003. június 9-ig készült klipeket díjazta. Az est házigazdája Chris Rock volt. A díjakat a New York-i Radio City Music Hall-ban adták át.
Az átadó legemlékezetesebb pillanata az volt, amikor Madonna megcsókolta Britney Spearst és Christina Aguilerát.

## Jelöltek
A győztesek félkövérrel vannak jelölve.

### Az év videója
Missy Elliott — Work It
- 50 Cent — In da Club
- Johnny Cash — Hurt
- Eminem — Lose Yourself
- Justin Timberlake — Cry Me a River

### Legjobb férfi videó
Justin Timberlake — Cry Me a River
- 50 Cent — In da Club
- Johnny Cash — Hurt
- Eminem — Lose Yourself
- John Mayer — Your Body Is a Wonderland

### Legjobb női videó
Beyoncé (közreműködik Jay-Z) — Crazy in Love
- Christina Aguilera (közreműködik Redman) — Dirrty
- Missy Elliott — Work It
- Avril Lavigne — "I’m with You"
- Jennifer Lopez — I'm Glad

### Legjobb csapatvideó
Coldplay — The Scientist
- B2K (közreműködik P. Diddy) — Bump, Bump, Bump
- The Donnas — Take It Off
- Good Charlotte — Lifestyles of the Rich and Famous
- The White Stripes — Seven Nation Army

### Legjobb új előadó egy videóban
50 Cent — In da Club
- The All-American Rejects — Swing, Swing
- Kelly Clarkson — Miss Independent
- Evanescence (közreműködik Paul McCoy) — Bring Me to Life
- Sean Paul — Get Busy
- Simple Plan — Addicted

### Legjobb pop videó
Justin Timberlake — Cry Me a River
- Christina Aguilera (közreműködik Redman) — Dirrty
- Kelly Clarkson — Miss Independent
- Avril Lavigne — Sk8er Boi
- No Doubt (közreműködik Lady Saw) — Underneath It All

### Legjobb rock videó
Linkin Park — Somewhere I Belong
- Evanescence (közreműködik Paul McCoy) — Bring Me to Life
- Good Charlotte — Lifestyles of the Rich & Famous
- Metallica — St. Anger
- The White Stripes — Seven Nation Army

### Legjobb R&B videó
Beyoncé (közreműködik Jay-Z) — Crazy in Love
- Aaliyah — Miss You
- Ashanti — Rock wit U (Awww Baby)
- R.Kelly — Ignition (Remix)
- Nelly (közreműködik Kelly Rowland) — Dilemma

### Legjobb rap videó
50 Cent — In da Club
- 2Pac (közreműködik Nas) — Thugz Mansion
- Eminem — Lose Yourself
- Ludacris (közreműködik Mystikal) — Move Bitch
- Nas — I Can

### Legjobb hiphopvideó
Missy Elliott — Work It
- Busta Rhymes (közreműködik Mariah Carey) — I Know What You Want
- Jay-Z (közreműködik Beyoncé) — '03 Bonnie & Clydes
- Nelly — Hot in Herre
- Snoop Dogg (közreműködik Pharrell és Uncle Charlie Wilson) — Beautiful

### Legjobb dance videó
Justin Timberlake — Rock Your Body
- Christina Aguilera (közreműködik Redman) — Dirrty
- Jennifer Lopez — I'm Glad
- Mýa — My Love Is Like...Wo
- Sean Paul — Get Busy

### Legjobb filmből összevágott videó
Eminem — Lose Yourself (a 8 mérföld filmből)
- JC Chasez — Blowin' Me Up (With Her Love) (a Dobszóló filmből)
- Madonna — Die Another Day (a Halj meg máskor filmből)
- Britney Spears (közreműködik Pharrell) — Boys (The Co-Ed Remix) (az Austin Powers – Aranyszerszám filmből)

### Legnagyobb áttörés
Coldplay — The Scientist
- Floetry — Floetic
- Kenna — Freetime
- Queens of the Stone Age — Go with the Flow
- Sum 41 — The Hell Song

### Legjobb rendezés
Coldplay — The Scientist (Rendező: Jamie Thraves)
- Johnny Cash — Hurt (Rendező: Mark Romanek)
- Missy Elliott — Work It (Rendező: Dave Meyers és Missy Elliott)
- Sum 41 — The Hell Song (Rendező: Marc Klasfeld)
- Justin Timberlake — Cry Me a River (Rendező: Francis Lawrence)

### Legjobb koreográfia
Beyoncé (közreműködik Jay-Z) — Crazy in Love (Koreográfus: Frank Gatson Jr. és LaVelle Smith Jnr.)
- Christina Aguilera (közreműködik Redman) — Dirrty (Koreográfus: Jeri Slaughter)
- Jennifer Lopez — I'm Glad (Koreográfus: Jamie King és Jeffrey Hornaday)
- Mýa — My Love Is Like...Wo (Koreográfus: Travis Payne)
- Justin Timberlake — Rock Your Body (Koreográfus: Marty Kudelka)

### Legjobb speciális effektek
Queens of the Stone Age" — Go with the Flow (Speciális effektek: Nigel Sarrag)
- Missy Elliott — Work It (Speciális effektek: Realm Productions)
- Floetry — Floetic (Speciális effektek: Base 2 Studios)
- Radiohead — There There (Speciális effektek: John Williams and Dave Lea)
- The White Stripes — Seven Nation Army (Speciális effektek: BUF)

### Legjobb művészi rendezés
Radiohead — There There (Művészi rendezés: Chris Hopewell)
- Johnny Cash — Hurt (Művészi rendezés: Ruby Guidara)
- Missy Elliott — Work It (Művészi rendezés: Charles Infante)
- Jennifer Lopez — I'm Glad (Művészi rendezés: Chad Yaro)
- Queens of the Stone Age — Go with the Flow (Művészi rendezés: Tracey Gallacher)

### Legjobb vágás
The White Stripes — Seven Nation Army (Vágó: Olivier Gajan)
- Johnny Cash — Hurt (Vágó: Robert Duffy)
- Missy Elliott — Work It (Vágó: Chris Davis)
- Kenna — Freetime (Vágó: Vem & Tony)
- Radiohead — There There (Vágó: Ben Foley)

### Legjobb operatőr
Johnny Cash — Hurt (Operatőr: Jean-Yves Escoffier)
- Missy Elliott — Work It (Operatőr: Michael Bernard)
- No Doubt (közreműködik Lady Saw) — Underneath It All (Operatőr: Karsten "Crash" Gopinath)
- Radiohead — There There (Operatőr: Fred Reed)

### MTV2 díj
AFI — Girl's Not Grey
- Common (közreműködik Mary J. Blige) — Come Close
- Interpol — PDA
- Queens of the Stone Age — No One Knows
- The Roots (közreműködik Cody Chesnutt) — The Seed (2.0)

### Közönségdíj
Good Charlotte — Lifestyles of the Rich and Famous
- 50 Cent — In da Club
- Beyoncé (közreműködik Jay-Z) — Crazy in Love
- Kelly Clarkson — Miss Independent
- Eminem — Lose Yourself
- Justin Timberlake — Cry Me a River

### Nemzetközi közönségdíj

#### MTV Australia
Delta Goodrem — Born to Try
- Amiel — Lovesong
- Powderfinger — (Baby I've Got You) On My Mind
- Rogue Traders — One of My Kind
- The Vines — Outtathaway!

#### MTV Brasil
Charlie Brown Jr. — Papo Reto (Prazer É Sexo, o Resto É Negócio)
- B5 — Matemática
- Wanessa Camargo — Sem Querer
- Capital Inicial — Quatro Vezes Você
- CPM 22 — Desconfio
- Detonautas Roque Clube — Quando o Sol Se For
- Engenheiros do Hawaii — Até o Fim
- Frejat — Eu Preciso Te Tirar do Sério
- Jota Quest — Só Hoje
- Kelly Key — Adoleta
- Kid Abelha — Nada Sei (Apnéia)
- KLB — Por Causa de Você
- Marcelo D2 — Qual É?
- Os Paralamas do Sucesso — Cuide Bem do Seu Amor
- Pitty — Máscara
- Rouge — Brilha la Luna
- Sepultura — Bullet the Blue Sky
- Skank — Dois Rios
- Tihuana — Bote Fé
- Titãs — Isso
- Tribalistas — Já Sei Namorar

### Életmű-díj
Duran Duran

## Fellépők

### Elő-show
- Sean Paul — Like Glue/Get Busy/Gimme the Light
- The Black Eyed Peas — Where Is the Love?

### Fő show
- Madonna (közreműködik Britney Spears, Christina Aguilera és Missy Elliott) — Like a Virgin/Hollywood/Work It
- Good Charlotte — The Anthem
- Christina Aguilera (közreműködik Redman és Dave Navarro) — Dirrty/Fighter
- 50 Cent (közreműködik Snoop Dogg) — P.I.M.P.
- Mary J. Blige (közreműködik Method Man és 50 Cent) — All I Need/Love @ 1st Sight"/Ooh!/Family Affair
- Coldplay — The Scientist
- Beyoncé (közreműködik Jay-Z) — Baby Boy/Crazy in Love
- Metallica — Are You Gonna Go My Way/Smells Like Teen Spirit/Seven Nation Army/Beat It egyveleg/Frantic

## Díjátadók

### Elő-show
- Carmen Electra, Dave Navarro és Iann Robinson — Legnagyobb áttörés és Legjobb rendezés

### Fő show
- LeBron James és Ashanti — Legjobb hiphopvideó
- Kelly Clarkson és Ludacris — Legjobb R&B videó
- Evanescence (Amy Lee és Ben Moody) és Sean Paul — Legjobb filmből összevágott videó
- OutKast és Iggy Pop — MTV2 díj
- David Spade, Mary-Kate és Ashley Olsen — Legjobb pop videó
- P. Diddy, Run-D.M.C. — Legjobb rap videó
- Hilary Duff, Lil Jon and Jason Biggs — Legjobb csapatvideó
- Jimmy Fallon és a Queer Eye for the Straight Guy stábja — Legjobb női videó
- Fred Durst, Jack Black — Legjobb rock videó
- Kelly Osbourne és Avril Lavigne — átadták az Életmű-díjat a Duran Duran-nak, majd közösen átadták a Legjobb dance videó díjat
- Venus és Serena Williams — Legjobb férfi videó
- Mýa és Pamela Anderson — Legjobb új előadó egy videóban
- Ben Stiller és Drew Barrymore — Közönségdíj
- Adam Sandler és Snoop Dogg (Bishop Don "Magic" Juan-nal) — Az év videója